# Notocelia roborana
Notocelia roborana là một loài bướm đêm thuộc họ Tortricidae. Loài này có ở châu Âu to miền đông Nga, it is also được tìm thấy ở Tiểu Á, Iran, Mông Cổ và Trung Quốc.
Sải cánh dài 16–22 mm. Con trưởng thành bay từ cuối tháng 6 đến đầu tháng 8.
Ấu trùng ăn Rosa, Rubus (bao gồm raspberry), Prunus spinosa, Crataegus, Myrica gale và Quercus. The larvae damage cultivated roses, spinning the leaves of a shoot tightly together và eating out the heart, sometimes attacking the flower buds.

## Hình ảnh

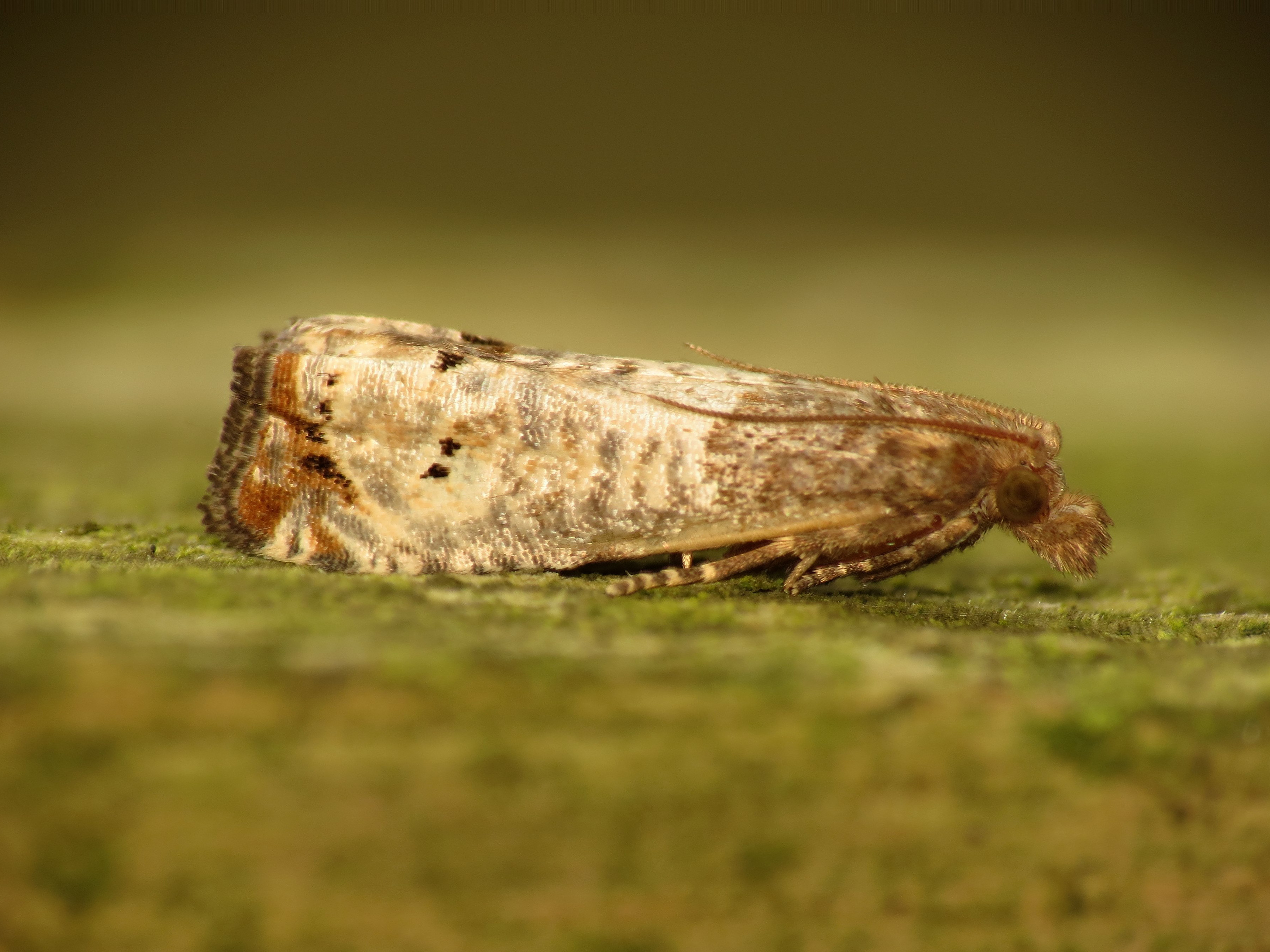
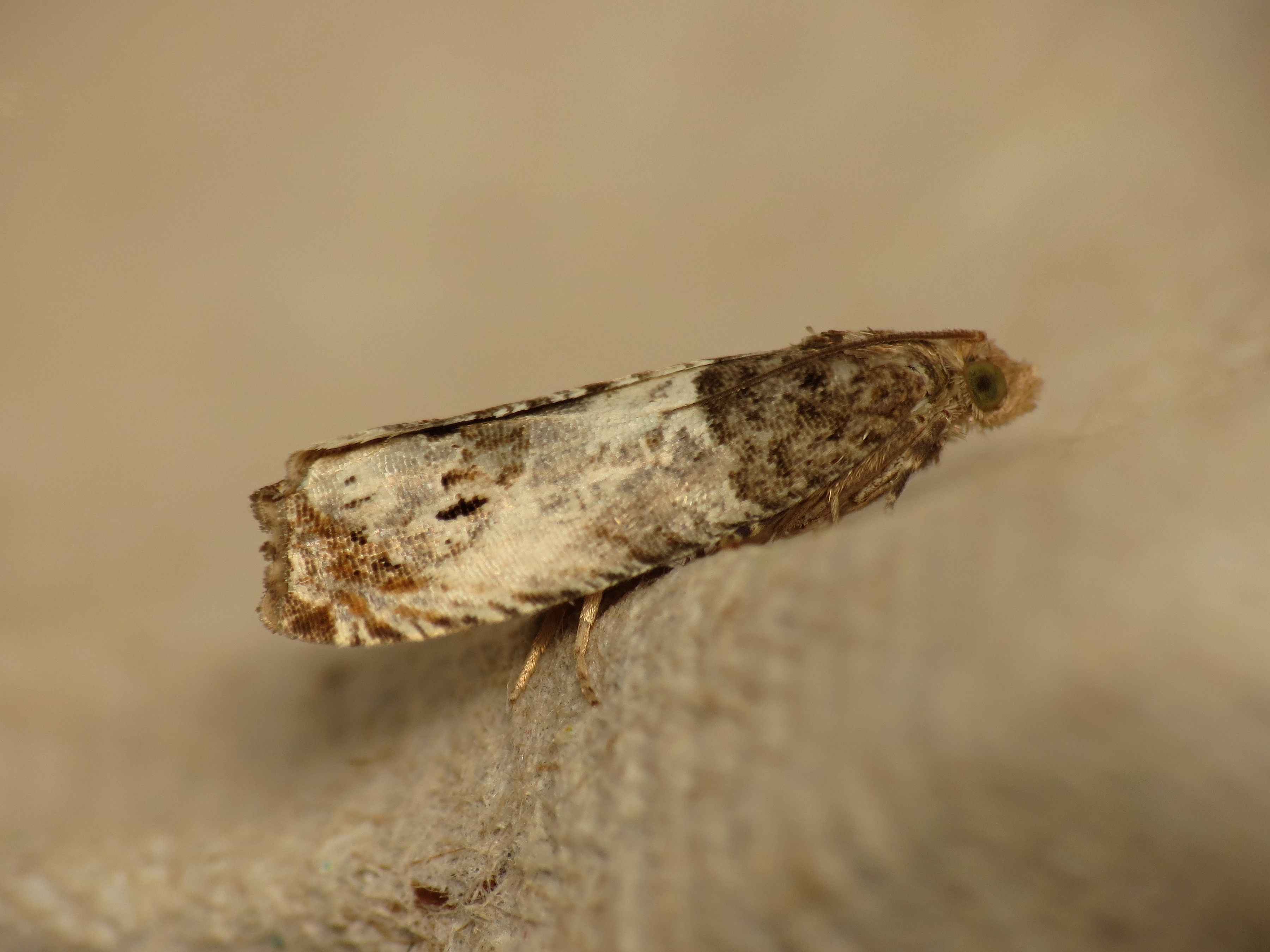
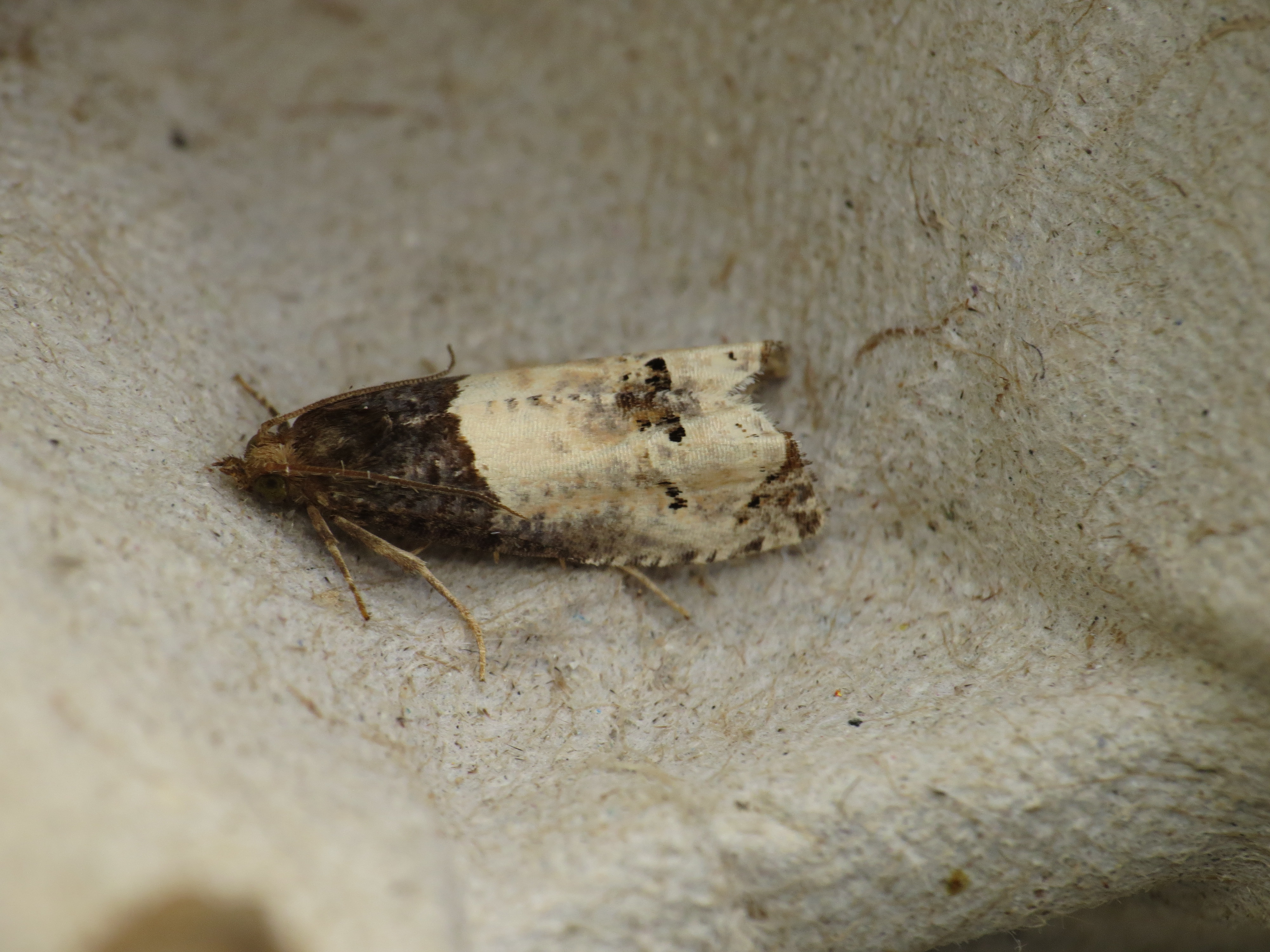
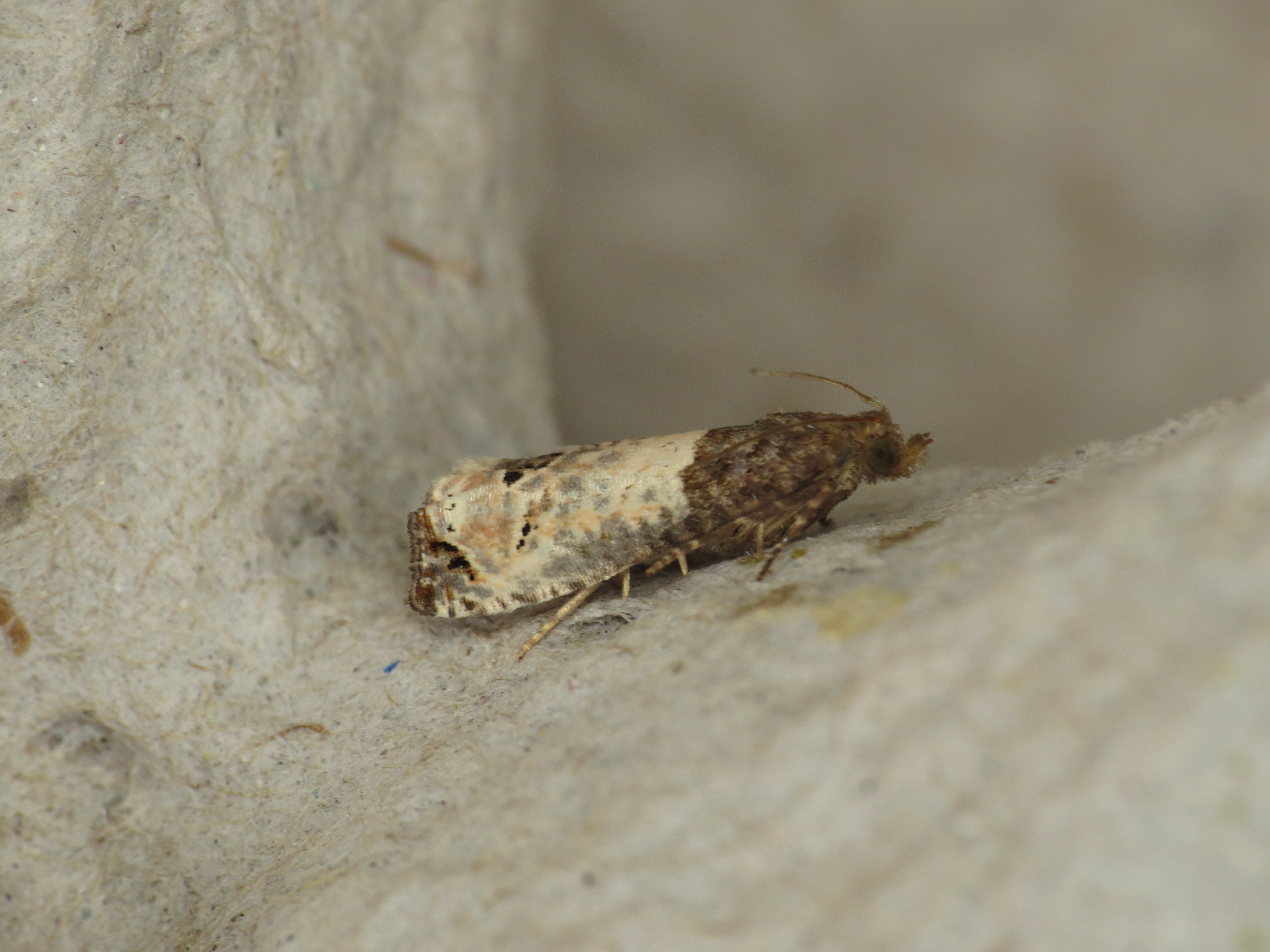